# بيون جونغ إيل
بيون جونغ إيل (مواليد 16 نوفمبر 1968) هو ملاكم كوري جنوبي، مثّل بلاده في الألعاب الأولمبية الصيفية 1988.

## روابط خارجية
بيون جونغ إيل على موقع بوكس ريك (الإنجليزية) (registration required)
- بيون جونغ إيل على موقع أوليمبيديا (الإنجليزية)